# Mexiko na Letních olympijských hrách 1992
Mexiko na Letních olympijských hrách 1992 ve španělské Barceloně reprezentovalo 102 sportovců (76 mužů a 26 žen). Jedinou olympijskou medaili, stříbrnou, získal chodec Carlos Mercenario.

## Medailisté
| Medaile | Jméno             | Sport    | Disciplína            |
| ------- | ----------------- | -------- | --------------------- |
| Stříbro | Carlos Mercenario | Atletika | Muži chůze 50 km muži |